# Nome Creek (Beaver Creek)
Der Nome Creek ist ein 50 km langer linker Nebenfluss des Beaver Creek im Interior des US-Bundesstaats Alaska. Der Flussname wurde 1908 von Henshaw und Covert vom U.S. Geological Survey (USGS) publiziert.

## Verlauf
Der Nome Creek verläuft in den White Mountains, einem Gebirgszug des Yukon-Tanana Upland. Sein Quellgebiet liegt auf einer Höhe von etwa 1150 m, knapp 4 km südwestlich des 1612 m hohen Mount Prindle. Der Nome Creek fließt anfangs etwa 9 Kilometer in Richtung Südsüdwest und wendet sich anschließend nach Westen. Der Nome Creek trifft schließlich auf einer Höhe von 493 m auf den Oberlauf des Beaver Creek, 11 km unterhalb dessen Entstehung aus Bear Creek und Champion Creek.

## Einzugsgebiet
Der Nome Creek entwässert ein 335 km² großes Areal in den White Mountains. Das Einzugsgebiet des Nome Creek grenzt im Norden an das des Champion Creek, im äußersten Nordosten an das des American Creek, ein Zufluss des Preacher Creek, im Osten und im Süden an das des Chatanika River sowie im Westen an das des abstrom gelegenen Beaver Creek.

## Tourismus
Das Einzugsgebiet des Nome Creek liegt in der vom Bureau of Land Management (BLM) verwalteten White Mountains National Recreation Area. Eine 11 km lange Zugangsstraße zweigt bei Milepost 57 vom Steese Highway (Alaska Route 5) nach Norden ab und führt zum Nome Creek. Eine 6 km lange Straße führt nach Osten flussaufwärts zum „Mount Prindle“-Campingplatz. Eine 19 km lange Straße führt nach Westen flussabwärts zum „Ophir Creek“-Campingplatz. Mehrere Wanderwege führen durch die umgebende Landschaft, darunter der „Table Top Mountain Trail“ zum 954 m hohen Table Top Mountain. Die unteren 4 Kilometer des Nome Creek liegen im „National Wild and Scenic River“-Schutzkorridor des Beaver Creek. Der Nome Creek ist Ausgangspunkt für Raftingtouren auf dem Beaver Creek.